# NGC 6009
NGC 6009 este o galaxie spirală situată în constelația Șarpele. A fost descoperită în 2 iunie 1864 de către Albert Marth. Se află la o distanță de 237,68 de megaparseci de Pământ.